# Província de Baixa Silèsia
La Província de Baixa Silèsia (Provinz Niederschlesien) va ser una província de l'Estat Lliure de Prússia de 1919 a 1938 i de 1941 a 1945. La capital era Breslau (actualment Wrocław a Polònia). La província estava dividida en dues regions administratives (Regierungsbezirke), Breslau i Liegnitz.
La província no coincideix amb la regió històrica de la Baixa Silèsia, que ara es troba principalment a Polònia. També va formar part dels districtes de l'Alta Lusàcia de Görlitz, Rothenburg i Hoyerswerda a l'oest, que fins al 1815 havien sigut al Regne de Saxònia, així com a l'antic comtat de Glatz al sud-est.
Es va crear després de la Primera Guerra Mundial quan es va dividir la província de Silèsia en dues noves províncies: la Baixa Silèsia (part occidental i central) i l'Alta Silèsia (terç oriental). Entre 1938 i 1941 es va unir amb de nou a l'Alta Silèsia per recrear la província de Silèsia.
La província va desaparèixer al final de la Segona Guerra Mundial i amb la implementació de la línia Oder-Neisse el 1945, la zona a l'est del riu Neisse es va assignar a la República de Polònia. La part occidental més petita es va incorporar als estats alemanys de Saxònia i Brandenburg.

## Divisió administrativa

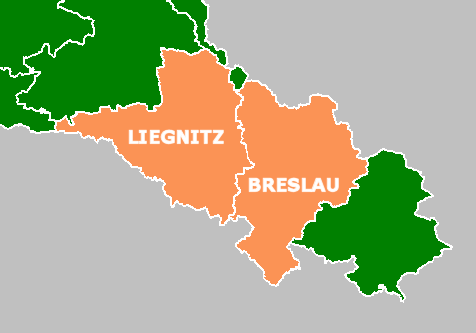
Regierungsbezirke de la província de Baixa Silèsia

| Regierungsbezirk Breslau - Districtes urbans (Stadtkreise) 1. Breslau 2. Brieg 3. Schweidnitz 4. Waldenburg - Districtes rurals (Landkreise) 1. Districte de Breslau 2. Districte de Brieg 3. Districte de Frankenstein 4. Districte de Glatz 5. Districte de Groß Wartenberg 6. Districte de Guhrau 7. Districte de Habelschwerdt 8. Districte de Militsch 9. Districte de Namslau 10. Districte de Neumarkt 11. Districte de Oels 12. Districte de Ohlau 13. Districte de Reichenbach 14. Districte de Schweidnitz 15. Districte de Strehlen 16. Districte de Striegau 17. Districte de Trebnitz 18. Districte de Waldenburg 19. Districte de Wohlau | Regierungsbezirk Liegnitz - Districtes urbans (Stadtkreise) 1. Glogau 2. Görlitz 3. Hirschberg im Riesengebirge 4. Liegnitz - Districtes rurals (Landkreise) 1. Districte de Bunzlau 2. Districte de Fraustadt 3. Districte de Freystadt 4. Districte de Glogau 5. Districte de Görlitz 6. Districte de Goldberg 7. Districte de Grünberg in Schlesien 8. Districte de Hirschberg im Riesengebirge 9. Districte de Hoyerswerda 10. Districte de Jauer 11. Districte de Landeshut in Schlesien 12. Districte de Lauban 13. Districte de Liegnitz 14. Districte de Löwenberg 15. Districte de Lüben 16. Districte de Rothenburg 17. Districte de Sprottau |